# 大谷 (常滑市)
大谷（おおたに）は、愛知県常滑市の地名。

## 地理
常滑市南部に位置する。東は知多郡武豊町、西は伊勢湾、南は小鈴谷に接する。

### 学区
- 高等学校 - 尾張学区
- 中学校 - 常滑市立南陵中学校[WEB 5]
- 小学校 - 常滑市立小鈴谷小学校[WEB 5]

### 字一覧
- 芦狭間（アシバサマ）[WEB 6]
- 油田（アブラダ）[WEB 6]
- 井戸尻（イドジリ）[WEB 6]
- 井間池（イマイケ）[WEB 6]
- 奥條（オクジヨウ）[WEB 6]
- 鴨（カモ）[WEB 6]
- 北ノ山（キタノヤマ）[WEB 6]
- 北原（キタハラ）[WEB 6]
- 幸田（コウダ）[WEB 6]
- 小猿喰（コサルマメ）[WEB 6]
- 坂森（サカモリ）[WEB 6]
- 猿喰（サルマメ）[WEB 6]
- 悉部（シツペ）[WEB 6]
- 菖蒲池（シヨウブイケ）[WEB 6]
- 高砂（タカサゴ）[WEB 6]
- 坦ぼ（タンボ）[WEB 6]
- 爺狭間（トトバサマ）[WEB 6]
- 道向（ドンケ）[WEB 6]
- 中根（ナカネ）[WEB 6]
- 浜條（ハマジヨウ）[WEB 6]
- 札月（フダツキ）[WEB 6]
- 孫狭間（マゴバサマ）[WEB 6]
- 松ケ坪（マツガツボ）[WEB 6]
- 南原（ミナミバラ）[WEB 6]
- 輪ノ内（ワノウチ）[WEB 6]

## 歴史

### 町名の由来
地形に由来するとされる。

### 人口の変遷
国勢調査による人口の推移。
| 1995年（平成7年）  | 1798人 |  |  |
| 2000年（平成12年） | 1771人 |  |  |
| 2005年（平成17年） | 1794人 |  |  |
| 2010年（平成22年） | 1815人 |  |  |
| 2015年（平成27年） | 1718人 |  |  |

### 世帯数の変遷
国勢調査による世帯数の推移。
| 1995年（平成7年）  | 493世帯 |  |  |
| 2000年（平成12年） | 513世帯 |  |  |
| 2005年（平成17年） | 568世帯 |  |  |
| 2010年（平成22年） | 604世帯 |  |  |
| 2015年（平成27年） | 588世帯 |  |  |

### 沿革
- 1873年（明治6年） - 大谷学校が設立される[2]。
- 1878年（明治11年） - 合併に伴い、知多郡大谷村は三谷村大字大谷となる[2]。
- 1884年（明治17年） - 知多郡三谷村より分離し、同郡大谷村となる[2]。
- 1889年（明治22年） - 市制町村制下の大谷村となる[2]。
- 1906年（明治39年） - 合併に伴い、知多郡小鈴谷村大字大谷となる[3]。
- 1952年（昭和27年） - 知多郡小鈴谷町大字大谷となる[3]。
- 1957年（昭和32年） - 常滑市大字大谷となる[3]。

## 交通
- 国道247号[1]
- 愛知県道272号大谷富貴線[1]

## 施設
- 常滑市立小鈴谷小学校[1]
- 曹洞宗曹源寺[1]
- 来応寺[1]
- 玉泉寺[1]
- 八幡社[1]
- 大谷配水池[1]
- 大谷公園
- LIXIL大谷工場
- 大谷海岸
- 大谷港
- 常滑市立小鈴谷児童館
- 大谷農村公園
- 高砂山公園
- 菖蒲池
- 松ヶ坪池
- 亀塚池
- 中部電力パワーグリッド大谷変電所
- 猿喰池

### WEB
1. ↑  “愛知県常滑市の町丁・字一覧”.   人口統計ラボ. 2022年3月23日閲覧。
2. ↑  総務省統計局 (2017年1月27日). “平成27年国勢調査の調査結果(e-Stat) - 男女別人口及び世帯数 －町丁・字等” (CSV). 2021年7月21日閲覧。
3. ↑  “愛知県常滑市の郵便番号一覧”.   日本郵便. 2022年3月22日閲覧。
4. ↑  “市外局番の一覧” (PDF).   総務省 (2022年3月1日). 2022年3月22日閲覧。
5. 1 2  常滑市教育委員会学校教育課 (2021年1月29日). “小・中学校の通学区域について”.   常滑市. 2022年3月27日閲覧。
6. 1 2 3 4 5 6 7 8 9 10 11 12 13 14 15 16 17 18 19 20 21 22 23 24 25  “愛知県常滑市大谷の住所一覧”.   ゼンリン. 2024年5月2日閲覧。
7. 1 2  総務省統計局 (2014年3月28日). “平成7年国勢調査の調査結果(e-Stat) - 男女別人口及び世帯数 －町丁・字等” (CSV). 2021年7月20日閲覧。
8. 1 2  総務省統計局 (2014年5月30日). “平成12年国勢調査の調査結果(e-Stat) - 男女別人口及び世帯数 －町丁・字等” (CSV). 2021年7月20日閲覧。
9. 1 2  総務省統計局 (2014年6月27日). “平成17年国勢調査の調査結果(e-Stat) - 男女別人口及び世帯数 －町丁・字等” (CSV). 2021年7月21日閲覧。
10. 1 2  総務省統計局 (2012年1月20日). “平成22年国勢調査の調査結果(e-Stat) - 男女別人口及び世帯数 －町丁・字等” (CSV). 2021年7月21日閲覧。
11. 1 2  総務省統計局 (2017年1月27日). “平成27年国勢調査の調査結果(e-Stat) - 男女別人口及び世帯数 －町丁・字等” (CSV). 2021年7月21日閲覧。

### 書籍
1. 1 2 3 4 5 6 7 8 9 10  「角川日本地名大辞典」編纂委員会 1989, p. 1738.
2. 1 2 3 4 5  「角川日本地名大辞典」編纂委員会 1989, p. 274.
3. 1 2 3  「角川日本地名大辞典」編纂委員会 1989, p. 275.